# Seriatopora dentritica
Seriatopora dentritica е вид корал от семейство Pocilloporidae. Видът е уязвим и сериозно застрашен от изчезване.

## Разпространение и местообитание
Разпространен е в Австралия, Индонезия, Малайзия, Маршалови острови, Папуа Нова Гвинея, Сингапур, Соломонови острови, Тайланд и Филипини.
Обитава океани и рифове. Среща се на дълбочина около 28 m.